# Slava Cercheză
Slava Cercheză (ros. Черкезская Слава) – wieś w Rumunii, w okręgu Tulcza, w gminie Slava Cercheză. W 2011 roku liczyła 852 mieszkańców.